# سارافان

دختر روستایی (وسط) با سارافان، ۱۹۰۹

سارافان یا سارافون (روسی: сарафа́н؛ IPA: [sərɐˈfan]؛ از واژهٔ فارسیِ «سراپا») یک لباس زنانهٔ ذوزنقه‌ایِ سنتی بلند روسی است که سر تا پا را می‌پوشانَد.